# Tepebaşı, Göynük
Tepebaşı là một xã thuộc huyện Göynük, tỉnh Bolu, Thổ Nhĩ Kỳ. Dân số thời điểm năm 2010 là 201 người.